# ウルトラマン物語
『ウルトラマン物語』（ウルトラマンストーリー）は、1984年7月14日に公開された円谷プロダクション製作の特撮映画作品。同時上映は『アニメちゃん』。

## 概要
本作品よりも前に制作されたウルトラシリーズの劇場版は、日タイ合作の『ウルトラ6兄弟VS怪獣軍団』を除けば、テレビシリーズの1話をそのまま上映するか、テレビシリーズを再編集して繋ぎ合わせるものであった。だが、本作品は半分以上が新規撮影されており、ウルトラマンタロウがウルトラの母とウルトラの父の教えを受けながら、少年（地球人で言えば10歳程度）から青年へと成長する過程を描いた、劇場版オリジナルとなった。流用シーンもテレビシリーズのエピソード設定に準じた再編集されて活用したものになっていて、タロウの成長の合間に起きた事件として使われた。また、タロウが研究のために見る歴代ウルトラ戦士の戦いにも使われている。その中には、テレビシリーズでは『タロウ』よりも後に放送された『ウルトラマンレオ』や『ウルトラマン80』の戦いもある。ウルトラ戦士や怪獣のスーツの大半は新規に造られており、ウルトラの母はマスクのイメージが変更されている。なお、ウルトラマンのスーツは東芝のビデオデッキ「ビュースターD60」のCMに使用されていた若狭新一が製作したものを流用している。
また、『レオ』『ザ☆ウルトラマン』『80』『アンドロメロス』で使用されたBGMが一部流用されている。
本作品では地球人は直接には一切登場せず、ウルトラ戦士がテレビシリーズにおける人間体になったような描写も省略されている。
大野剣友会によるスタントなど、『アンドロメロス』を踏襲した設定となっている。
本作品の完成披露試写会場において、ウルトラ6兄弟・ウルトラの父・母・ブースカ・カネゴン・ピグモンが舞台挨拶に登壇。次回作としてウルトラマンとアンドロメロスの登場する映画の製作が予定されていたが、実現には至らなかった。
公開後、コロムビアから本編の音声にシリーズ各作品の主題歌を挟んだコロちゃんパックカセットが3巻リリースされた。

### 後年への影響
『ウルトラマンマックス』第24話に本作品のポスターが登場している。
本作品でタロウの声を演じた石丸博也、ウルトラの母の声を演じた池田昌子らは、『メビウス』でもタロウとウルトラの母の声を演じ、タロウについては『ウルトラマンギンガ』などの『ウルトラマンメビウス』以後のタロウが登場するウルトラシリーズの各作品で石丸が演じている。

## ストーリー
M78星雲ウルトラの星では、まだ子供だったウルトラマンタロウが一人前のウルトラ戦士を目指して特訓に励んでいた。怪獣は凶悪な存在ゆえに倒さなければならないと考えていたタロウは、ウルトラの星に生息する善良な怪獣ドックンとの出会いを機に、それが間違っていることを知る。
特訓を続けながら成長したタロウはある日、訓練中にウルトラの父が自分に実戦を許してくれない理由を考え、それが理由でミスを犯す。それこそ、ウルトラの父がタロウに実戦を許さない理由だった。しかし、ウルトラの父に一喝されたタロウは己の慢心を認め、以前よりも特訓に力を注ぐようになった。
そして、遂にタロウに実戦を許される時がきた。ウルトラマンと引き分けたメフィラス星人が、ウルトラセブンに倒されたエレキングを改造エレキングに強化改造し、地球に再び現れたのである。タロウは改造エレキングとメフィラス星人を倒したが、ウルトラの父から「まだ学ばねばならないことがある」と特訓を続けさせられる。
不満を抱きながらも特訓を続けるタロウは、不思議な夢を見た。それを聞いたウルトラの父は尋常ではない驚きぶりを見せると、タロウに最後の特訓を課した。それは、ウルトラの父が頭部のウルトラホーンから発したエネルギーを、タロウが自分のウルトラホーンで吸収するというものだった。この特訓こそ、かつてウルトラの父が倒し、今また復活しようとしている宇宙の帝王ジュダを倒すためのものだった。
そして、復活したジュダの配下とウルトラ兄弟の戦いにタロウが参戦する。

## 登場ウルトラマン
- ウルトラマンタロウ
  - タロウ（少年時代）
  - スーパーウルトラマン

タロウとウルトラ5兄弟（ゾフィー、マン、セブン、ジャック、A）が合体した姿。
- ウルトラの父
- ウルトラの母
- ゾフィー
- ウルトラマン
- ウルトラセブン
- ウルトラマンジャック
- ウルトラマンA
- ウルトラマンレオ（流用映像のみ[注釈 4]）
- ウルトラマン80（流用映像のみ[注釈 4]）

## 登場怪獣・宇宙人
宇宙の帝王 ジュダ
宇宙の歪みから生まれた悪魔のような存在。5万年前にウルトラの父によって封印された。本作品では、地球を襲ったヒッポリト星人やバルタン星人 、エンマーゴはジュダの手下という設定になっている。
宇宙全体の空間をねじ曲げ、大宇宙の破壊を目論んだ。武器は長く鋭い剣。
存在自体が宇宙の歪みそのものであるためか、宇宙の歪みは消し去ることができないため、数万年ごとの彼の復活は避けられないが、ウルトラ戦士が何世代にも亘って封印し続けている。グランドキングが倒されると同時に苦悶のうちに消え去った。
- 初出はウルトラシリーズにおける外伝『ウルトラ超伝説』。『ウルトラマンX Blu-rayBOX II』の封入解説書では、本作品のジュダとは「似て非なる性質の持ち主」と記述している。
- 『ウルトラゾーン』第13話のアイキャッチでは、学校で廊下に立たされている姿が描かれている。

超合体怪獣 グランドキング

小型怪獣 ドックン
光の国に生息するおとなしく友好的な怪獣で、少年時代のタロウと出会う。飛行に失敗したタロウをからかうかのように笑ったために、彼に特訓相手にされ一方的に殴りつけられる。しかしそれによって怒り狂い、タロウを追いかけまわしたが、後に仲直りした。
- スーツは新規造形。
- 2010年の円谷プロエイプリルフール企画ではビジネスマンになったと語っている。
- ゲーム「帰ってきたウルトラマン倶楽部」ではドックン星と呼ばれる星のドックン村という村に棲息してる生命体として登場。ここでのイベントをクリアすると、次のエリアまで大砲で連れて行ってくれる。

### 流用映像での登場
- タイラント
- アントラー
- ボーグ星人
- ミクラス
- エレキング（初代、再生）
- グドン
- ツインテール
- ゼミストラー
- イカルス星人
- ガンダー
- キングザウルス三世
- タッコング
- メフィラス星人（初代、二代目[注釈 5]）
- ヤプール
- シルバーブルーメ
- レッドキング（3代目）
- バルタン星人（5代目）
- ヒッポリト星人
- エンマーゴ

## キャスト

### 声の出演
- ウルトラマンタロウ - 石丸博也
- 少年タロウ - 野沢雅子
- ウルトラの父 - 石田太郎
- ウルトラの母 - 池田昌子
- ゾフィー - 津田喬
- ウルトラマン - 堀内賢雄
- ウルトラセブン - 松田重治
- ウルトラマンジャック、ウルトラマン80 - 小室正幸
- ウルトラマンA、ウルトラマンレオ - 佐藤弘
- ジュダ - 和田啓
- ナレーター - 金内吉男、野田圭一（予告編・CM）

### スーツアクター
- ウルトラマンタロウ - 城谷光俊、加藤明人（少年時代）
- ウルトラの父 - 今井朝幸
- ウルトラの母 - 岩槻由美子
- ゾフィー - 稲田芳寛
- ウルトラマン - 杉本匡功
- ウルトラセブン - 安田聖一
- ウルトラマンジャック - 上野雅則
- ウルトラマンA - 柳田雅一
- ドックン - 深沢政雄
- グランドキング - 宮本知彰

## スタッフ
- 監督 - 高野宏一
- 製作 - 円谷皐
- プロデューサー - 円谷皐、宇川清隆
- 脚本 - 平野靖士
- 構成 - 藤島浩一郎[注釈 6]、金田益美
- 企画 - 円谷皐
- 撮影 - 山本武
- 音楽 - 円谷音楽出版
- 音楽プロデューサー - 玉川静
- 編集 - 浦岡敬一
- 照明 - 牛場賢二

## 主題歌
エンディングテーマ「ウルトラマン物語〜星の伝説〜」
作詞 - 谷のぼる / 作・編曲 - 菊池俊輔 / 歌 - 水木一郎、こおろぎ'73
挿入歌「愛の戦士タロウ」
作詞 - 谷のぼる / 作・編曲 - 菊池俊輔 / 歌 - 水木一郎、コロムビアゆりかご会
「ウルトラマン物語〜星の伝説〜」はビデオ『ウルトラビッグファイト増刊号 ウルトラファミリー大集合!』と『ウルトラビッグファイト増刊号 激闘!ウルトラファミリー』、「愛の戦士タロウ」はビデオ『ウルトラ必殺技大百科 ウルトラマンタロウ編』でそれぞれ、エンディングテーマとして流用された。

## 映像ソフト化
- 2006年に『ウルトラマンメビウス&ウルトラ兄弟』の公開を記念し、同年9月13日にDVDが発売。
- シリーズ45年を記念した「ウルトラシリーズ45周年記念 メモリアルムービーコレクション 1966-1984 DVD-BOX」に収録されている[14]。